# Хлебово (Любуське воєводство)
Хлебово (пол. Chlebowo, нім. Niemaschkleba, 1935-1945: Lindenhain, 1945-1953: Niemaszchleba) — село в Польщі, у гміні Ґубін Кросненського повіту Любуського воєводства.
Населення — 625 осіб (2011).
У 1975-1998 роках село належало до Зеленогурського воєводства.

## Демографія
Демографічна структура станом на 31 березня 2011 року:
|          | Загалом | Допрацездатний вік | Працездатний вік | Постпрацездатний вік |
| -------- | ------- | ------------------ | ---------------- | -------------------- |
| Чоловіки | 323     | 71                 | 234              | 18                   |
| Жінки    | 302     | 62                 | 191              | 49                   |
| Разом    | 625     | 133                | 425              | 67                   |